# Метін Октай
Метін Октай (тур. Metin Oktay, нар. 2 лютого 1936, Ізмір — пом. 13 вересня 1991, Стамбул) — турецький футболіст, що грав на позиції нападника. Завершивши кар'єру, працював футбольним тренером. Спортсмен року в Туреччині (1962). У 1986 році Асоціація спортивних журналістів Туреччини включила Октая до символічної збірної турецьких футболістів за останні 25 років.
Рекордсмен за кількістю звань найкращого бомбардира чемпіонату Туреччини — 6 разів, також 4 рази ставав найкращим бомбардиром чемпіонату Стамбулу і ще один раз — рідного Ізміру. За загальною кількістю голів у чемпіонаті Туреччини посідає 4 місце серед усіх футболістів з 217-ма м'ячами. Легенда «Галатасарая», в якому також нетривалий час працював і як головний тренер та технічний директор. Виступав за національну збірну Туреччини. Вболівальники прозвали Октая «Некоронований король» (тур. Taçsız Kral) за його вміння особливо сильно грати в турецьких дербі проти головних суперників «Галатасарая» — «Фенербахче», ворота яких Октай вражав 18 разів, і «Бешикташа», якому Октай забив 13 голів. Загалом же за «Галатасарай» він забив 352 голи, а за кар'єру — 395.

## Біографія

### Ранні роки
Метін Октай народився 2 лютого 1936 року в Ізмірі, ставши дев'ятою дитиною у сім'ї, щоправда, п'ятеро з них померли. Його батько Хасан Октай працював машинобудівником на заводі, помер 22 червня 1959 року, а мати — домогосподарка Фатма Октай.
Навчався в початковій школі Каршияка Согуккую (тур. Karşıyaka Soğukkuyu İlkokulu). Після переїзду з родиною в Алсанджак він продовжив навчання в початковій школі Газі з другого класу. Згодом він навчався у середній школі Ізмір Іненю (тур. İzmir İnönü Lisesi) та в Інституті Мітхатпаша (тур. Mithatpaşa Erkek Sanat Enstitüsü), де під час навчання виступав за студентську футбольну команду.

### Клубна кар'єра

#### Початок виступів
Метін Октай почав свою кар'єру в аматорському ізмірському клубі «Дамладжик» в 1952 році, а вже у наступному сезоні виступав у молодіжному складі клубу «Юн Менсукат» із щомісячною зарплатою у 300 турецьких лір. Граючи у складі цієї команди Октай зміг дебютувати у збірній Туреччини до 18 років і поїхати з командою на молодіжний чемпіонат світу 1954 року в ФРН, де збірна Туреччини посіла 4 місце.
1954 року, відразу після чемпіонату світу, Октай перейшов до клубу «Ізмірспор» за 5 тисяч лір із щомісячною зарплатою у 500 лір. У першому ж сезоні молодий нападник став найкращим бомбардиром Ізмірської ліги, забивши 17 м'ячів у 18-ти матчах і допоміг команді стати чемпіоном турніру. Гюндюз Килич, тренер «Галатасарая», відразу запросив гравця в свій клуб і Метін Октай відповів згодою, підписавши 5-річний контракт і отримавши в подарунок автомобіль Шевроле. Він вперше зіграв за «Галатасарай» в матчі Кубка Ататюрка з «Бешикташем» (0:1) 7 травня 1955 року.

#### «Галатасарай»
9 жовтня 1955 року Октай дебютував за «Галатасарай» у матчі Стамбульської футбольної ліги проти «Істанбулспора», який закінчився перемогою «Галатасарая» 3:0, а Метін забив третій гол своєї команди. У свій перший сезон в «Галатасараї» Октай став найкращим бомбардиром Стамбульської ліги, забивши 19 м'ячів і допоміг команді виграти титул чемпіона. Цей результат дозволив команді вийти у Кубок європейських чемпіонів 1956/57. 26 серпня 1956 року Октай вийшов у складі команди на виїзний матч проти «Динамо» (Бухарест), програвши 1:3. Тим не менш цей матч став першим матчем в історії турецьких команд у єврокубках, а сам Октай, забивши у тому матчі єдиний гол своєї команди, став першим турецьким гравцем, який забив в єврокубках. У матчі-відповіді Октай знову відзначився голом і його команда виграла 2:1, але цього виявилось недостатньо для виходу у наступний етап.

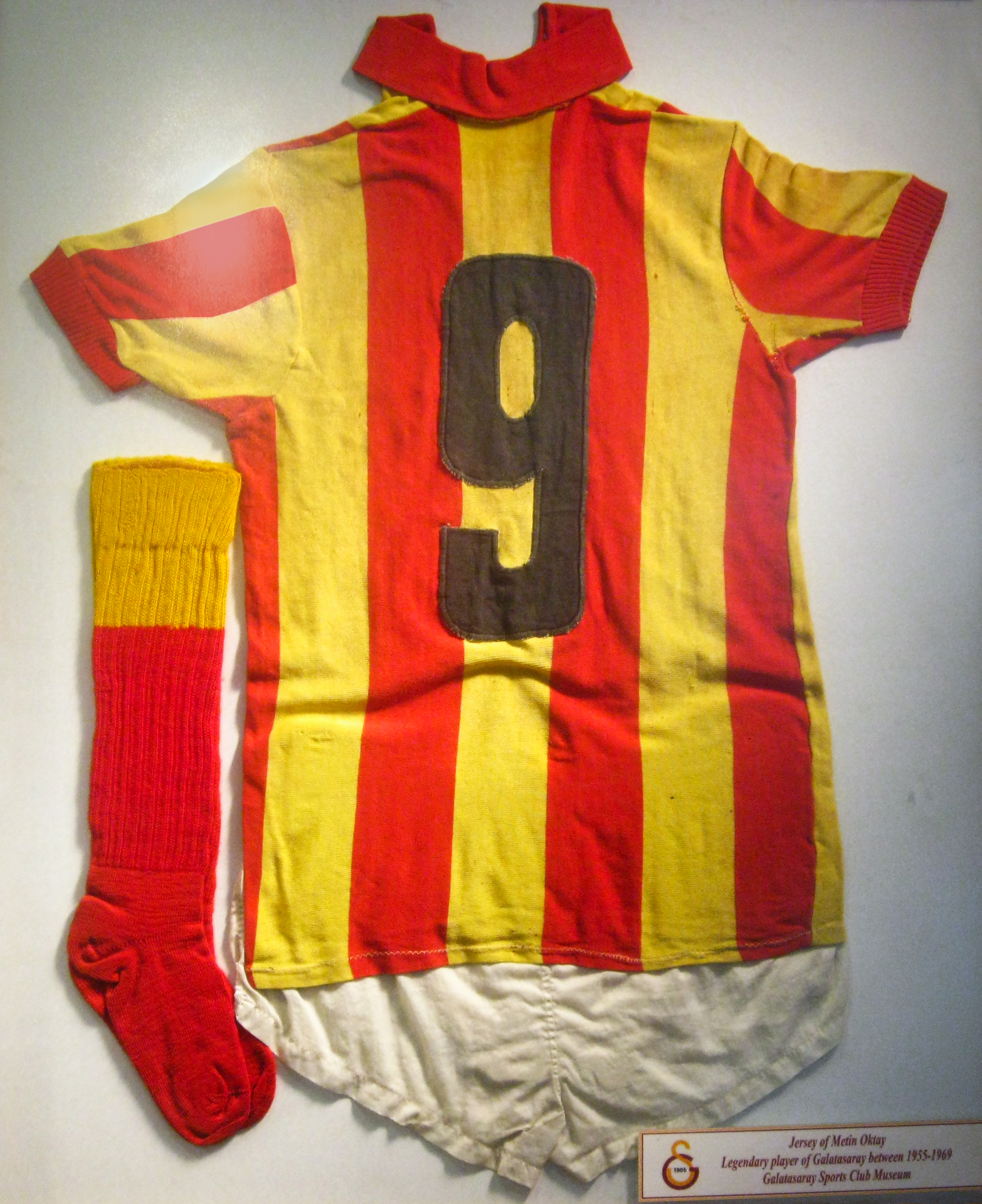
Форма Метіна Октая у музеї «Галатасараю».

В наступні роки Октай ще тричі поспіль ставав найкращим бомбардиром чемпіонату Стамбулу, забивши 17, 19 та 22 голи відповідно, а 1958 року вдруге став з командою чемпіоном Стамбулу. Загалом же за 8 сезонів у Стамбульській лізі Октай зіграв 66 ігор та забив 77 голів, ставши найкращим бомбардиром в історії ліги, яка припинила своє існування 1959 року.
В тому ж 1959 році був створений єдиний чемпіонат Туреччини — Національна ліга. Свою першу гру в цьому турнірі він зіграв 21 лютого 1959 року проти «Демірспора», забивши два голи в матчі, який закінчився з рахунком 2:0. Загалом перший етап він завершив з 10 голами у 13 матчах, а його команда завершила свою групу на першому місці, і мала зіграти матч за чемпіонство з «Фенербахче», переможцем іншої групи. Перший матч був зіграний 10 червня 1959 року і Октай забив єдиний гол у матчі, принісши перемогу 1:0. При цьому удар виявився настільки сильним, що мяч прорвав сітку воріт. Втім саме «Фенербахче» став чемпіоном першого сезону 1959 року, вигравши другу гру 19 червня з рахунком 4:0, але Метін Октай, якому вдалося забити 11 голів, завершив перший сезон Національної ліги як найкращий бомбардир.
У сезоні 1959/60 років, в якому формат змінився на стандартний — двоколовий турнір серед 20 команд, Октай знову був серед головних голеадорів, навіть незважаючи на те, що змушений був пропустити частину сезону через травму щиколотки. Октай, який вперше після травми зіграв у матчі проти «Алтинорду» (8:0) 24 жовтня 1959 року, забив п'ять м'ячів за один матч, після чого в матчах проти клубів «Вефа» (5:1) 3 лютого 1960 року та «Касимпаша» (4:0) 6 лютого, він відзначався хет-триками. Завершивши сезон із 33 забитими голами в 33 матчах в лізі, Октай знову став найкращим бомбардиром чемпіонату, а «Галатасарай» завершив сезон третім.
Наступний сезон 1960/61 років розпочався для Метіна невдало, спочатку він забив лише один гол у двох матчах, а потім 15 вересня його заарештували на підставі того, що він не пройшов військову службу. Його звільнили лише 28 жовтня, після 45 днів ув'язнення. Відразу після звільнення з в'язниці він забив два голи в матчі за «Карагюмрюком» (3:0) 29 жовтня 1960 року. 18 грудня 1960 року Октай забив 4 м'ячі у ворота «Фенербахче» (5:0), які звели його в ранг легенди серед шанувальників «Галатасарая» і зірки в масштабах Туреччини: він став першим турецьким футболістом, що знявся в кіно, поставленому за мотивами його життя, йому присвячували пісні і кричалки, він був бажаним героєм газетних шпальт. Загалом же і у цьому сезоні з 36 забитими голами в 30 матчах ліги, він втретє поспіль став найкращим бомбардиром Туреччини. Його команда «Галатасарай» посіла друге місце в лізі після «Фенербахче».

#### «Палермо»
10 липня 1961 року за 675 тис. турецьких лір Октай перейшов в італійське «Палермо», куди його запросив новий тренер сицилійського клубу Леандро Ремондіні, який сам працював до 1961 року з «Галатасараєм». Щомісячна зарплата гравця становила 250 000 італійських лір (3 750 турецьких лір). Таким чином Метін Октай став п'ятим турецьким футболістом, який почав виступати в Італії після Шюкрю Гюлесіна, Бюлента Екена, Бюлента Еселя і Лефтера Кючюкандоньядіса.
Свою першу гру в «Палермо» Октай провів 13 серпня 1961 року в товариському матчі з португальським «Спортінгом» (2:0), забивши обидва голи у тій грі. 3 вересня він провів свій перший поєдинок у Серії А проти СПАЛа (1:3), а у четвертому турі проти «Роми» (2:5) він забив перший гол за клуб у чемпіонаті. Згодом він пропустив близько трьох тижнів через травму. Після відновлення, перший матч зіграв 8 жовтня з «Ювентусом» (0:0), втім в листопаді гравця знову настигла травма, від якої Метін вилікувався лише наступного року, вийшовши на останні хвилини матчу з «Міланом» 7 січня. В той же час у пресі почали з'являтися новини про Октая, який не зміг знайти собі місця в основному складі команди та грав здебільшого за резервістів. 3 квітня 1962 року «Палермо» провів товариський матч з «Галатасараєм» у Стамбулі, який був узгоджений при переході гравця. В ньому Октай виступав у формі «Галатасарая» і допоміг турецькій команді здобути перемогу 2:1. Після цієї дати Октай не зіграв у жодній офіційній грі і 25 липня 1962 року повернувся в «Галатасарай», підписавши дворічний контракт з клубом. За свою кар'єру в «Палермо», яка тривала близько року, Метіну Октаю вдалося забити 3 голи у 12 матчах Серії А.

#### Повернення в «Галатасарай»
«Галатасарай» розпочав сезон 1962/63 років, вигравши Кубок TSYD, який є підготовчим турніром. У самому чемпіонаті команда теж виступила вдало, захистивши титул чемпіона. У Кубку європейських чемпіонів «Галатасарай» у першому раунді пройшов «Динамо» (Бухарест) (1:1, 3:0), а Октай забив по голу в кожному матчі. В наступному раунді Октай відзначився хет-триком у грі проти польської «Полонії» (Битом) і приніс впевнену перемогу 4:1, ставши першим турецьким футболістом, який відзначився трьома голами в одному матчі найпрестижнішого євротурніру. В підсумку команда вийшла до чвертьфіналу, де без шансів була бита італійським «Міланом» (1:3, 0:5), майбутнім тріумфатором турніру. Октай же за сезон зіграв 39 ігор (28 з яких у чемпіонаті), і встиг забити 47 голів (38 з яких — у чемпіонаті), ставши найкращим бомбардиром ліги. При цьому результат в 38 голів у сезоні чемпіонату Туреччини став рекордними і лише через 25 років його зумів побити інший гравець «Галатасарая» Танжу Чолак, який забив 39 голів у сезоні 1987/88 років. При цьому сезон 1962/63 став найрезультативнішим у кар'єрі Октая — 1,46 голів за гру. В цьому ж сезоні відбувся і перший розіграш Кубка Туреччини, який виграв «Галатасарай» і захищав цей титул аж до 1966 року, здобувши чотири кубки поспіль.
В сезоні 1963/64 років Октай зіграв у 32 з 34 матчів чемпіонату і забив 18 голів. Цей став перший розіграш чемпіонату Туреччини, в якому Метін брав участь і не став найкращим бомбардиром, пропустивши цього разу вперед Гювена Енюта з 19 голами. А «Галатасарай» опинився лише третім, на 11 очок відставши від «Бешикташа», який став чемпіоном. Наступного сезону «Галатасарай» знову зайняв третє місце, а Октай повернув собі звання найкращого бомбардира чемпіонату, забивши 17 голів. До того ж саме Октай забив єдиний гол у двоматчовому фіналі Кубка Туреччини з «Фенербахче» (0:0, 1:0), принісши своїй команді третій кубок поспіль.
В наступні сезони результати як команди, так і їх головного бомбардира трохи знизились — клуб тривалий час не міг повернути собі чемпіонське звання, а Октай не міг стати найкращим бомбардиром (щоправда двічі, у 1966 та 1968 роках він був другим у списку голеадорів). Лише останній для Октая сезон 1968/69 знову став тріумфальним — «Галатасарай» став вчергове чемпіоном Туреччини, а Октай з 17 голами вшосте у кар'єрі отримав звання найкращого голеадора турніру. Наприкінці сезону Метін Октай закінчив футбольну кар'єру прощальним матчем, який пройшов між «Галатасараєм» та «Фенербахче» на стадіоні «Міттапаша» 23 серпня 1969 року і закінчився внічию 1:1. Пізніше прощальний матч був також проведений для Октая на стадіоні «Алсанкак» в Ізмірі, де він народився. Матч між «Гезтепе» та «Галатасараєм» закінчився перемогою ізмірців 1:0.
Загалом Метін Октай забив 217 голів (коефіцієнт 0,86) в турецькому вищому дивізіоні в 252 матчах і наразі займає 4 місце у списку найкращих бомбардирів чемпіонату усіх часів після Хакана Шюкюра (249 голів), Танжу Чолака (240 голів) та Хамі Мандирали (219 голів). Також Октай був найкращим бомбардиром «Галатасарая» у чемпіонаті, до 12 серпня 2007 року, поки його не обігнав Хакан Шюкюр.

### Виступи за збірну
Зі збірною Туреччини до 18 років Октай поїхав на юніорський чемпіонат світу 1954 року в ФРН, де збірна Туреччини посіла 4 місце, а Октай зіграв 4 матчі та забив 3 голи (дубль проти Бельгії (4:0) та ще один гол проти Швейцарії (1:0)).

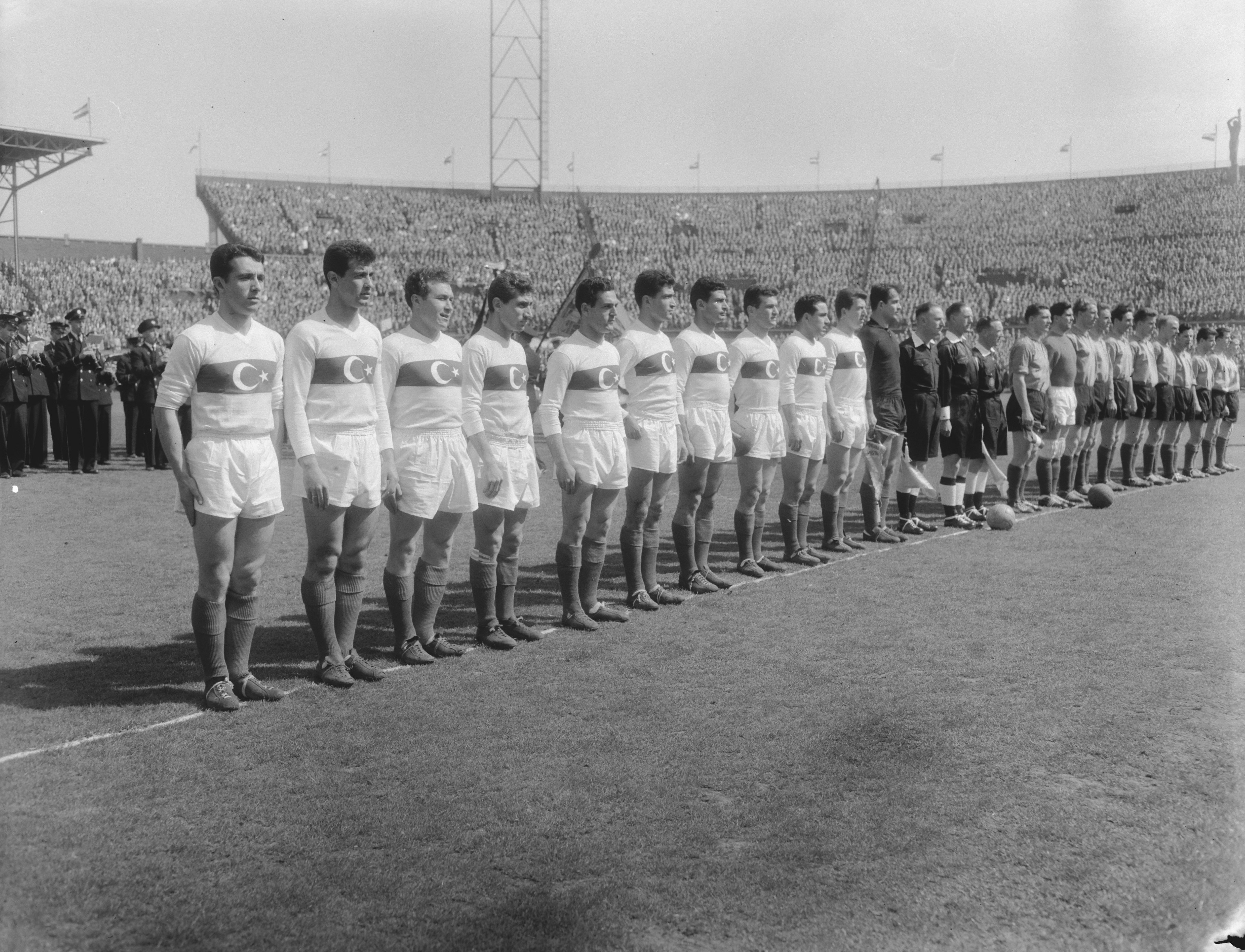
Метін Октай (другий ліворуч) у складі збірної Туреччини перед товариським матчем проти Нідерландів. Амстердам, 4 травня 1958 року.

18 грудня 1955 року дебютував в офіційних матчах у складі національної збірної Туреччини в товариській грі проти Португалії (3:1), де Октай забив другий гол своєї команди.
У відборі на чемпіонат світу 1962 року Октай забив три голи в чотирьох матчах, але його команда не змогла кваліфікуватись на турнір. Натомість сам Метін 10 жовтня 1962 року забив три голи в товариській грі з Ефіопією (3:0), відзначившись таким чином своїм єдиним хет-триком за збірну. Тоді ж Октай став віце-капітаном збірної і за відсутності капітана Тургая Шерена сам виводив команду на поле у ряді матчів.
Втім так само невдалими були спроби турків з Октаєм кваліфікуватись і на наступні чемпіонати світу 1966 та 1970 років і саме матч відбору до другого з них, 11 грудня 1968 року проти Північної Ірландії (0:3), став останнім для Октая у збірній. Загалом протягом кар'єри у національній команді, яка тривала 14 років, провів у її формі 36 матчів, забивши 19 голів.

### Подальше життя
Після завершення ігрової кар'єри Октай залишився у футболі і у сезоні 1969/70 років він допомагав тренеру «Галатасарая» Томиславу Калоперовичу, а наприкінці сезону, після звільнення Калоперовича, Октай нетривалий час був головним тренером клубу. Після закінчення сезону, в якому «Галатасарай» посів лише 7 місце, Октай покинув клуб і поїхав до Мексики як прес-офіцер на чемпіонат світу з футболу 1970 року, який відбувся у червні.
У 1972 році Октай знову став помічником Калоперовича, цього разу у «Бурсаспорі», із зарплатою 5000 лір. 11 лютого 1973 року, після поразки 0:1 від «Гіресунспора» Калоперовича було звільнено і Октай знову став головним тренером, завершивши з командою сезон 1972/73 на 10 місці. Метін, який залишився і наступного сезону на чолі команди, подав у відставку після поразки від «Гіресунспора» 1:3 2 грудня 1973 року, а його відставка була прийнята на засіданні ради, яке відбулося 4 грудня.
Надалі Октай не займався тренерською роботою, натомість в період з 1984 по 1986 рік був технічним директором «Галатасарая». Також він працював спортивним оглядачем у газетах «Tercüman», «Güneş» та «Milliyet». Автобіографія Октая, яку він почав писати в останні роки свого життя, була завершена його прийомним сином Ріфатом Пала після смерті Метіна і була опублікована у лютому 1994 року під назвою Top ve Ben, через два роки після смерті Метіна.

### Загибель
Октай помер 13 вересня 1991 року о 4.15 у лікарні Гайдарпаша Нумуне (тур. Haydarpaşa Numune Hastanesi), куди його доставили після дорожньо-транспортної пригоди на виїзді з Босфорського мосту. У Октая було виявлено перелом щелепи, зламана ліва рука, і він помер від внутрішньої кровотечі внаслідок розриву селезінки. Його було поховано на кладовищі Козлу в Топкапи після обрядів, що відбулися перед будівлею стадіону «Алі Самі Єн» та газети «Milliyet», і похоронної молитви, що відбулася в Мечеті Фатіх.

## Статистика

### Клубна
| Клуб          | Сезон   | Чемпіонат | Чемпіонат | Кубок | Кубок | Єврокубки | Єврокубки | Інше | Інше  | Всього | Всього |
| Клуб          | Сезон   | Ігор      | Голів     | Ігор  | Голів | Ігор      | Голів     | Ігор | Голів | Ігор   | Голів  |
| ------------- | ------- | --------- | --------- | ----- | ----- | --------- | --------- | ---- | ----- | ------ | ------ |
| «Ізмірспор»   | 1954-55 | 18        | 17        | -     | -     | -         | -         | -    | -     | 18     | 17     |
| «Ізмірспор»   | Всього  | 18        | 17        | -     | -     | -         | -         | -    | -     | 18     | 17     |
| «Галатасарай» | 1955-56 | 17        | 19        | -     | -     | -         | -         | -    | -     | 17     | 19     |
| «Галатасарай» | 1956-57 | 16        | 17        | 11    | 7     | 2         | 2         | -    | -     | 29     | 26     |
| «Галатасарай» | 1957-58 | 17        | 19        | 9     | 10    | -         | -         | -    | -     | 26     | 29     |
| «Галатасарай» | 1958-59 | 16        | 22        | -     | -     | -         | -         | -    | -     | 16     | 22     |
| «Галатасарай» | 1959    | 15        | 11        | -     | -     | -         | -         | -    | -     | 15     | 11     |
| «Галатасарай» | 1959-60 | 33        | 33        | -     | -     | -         | -         | -    | -     | 33     | 33     |
| «Галатасарай» | 1960-61 | 30        | 36        | -     | -     | -         | -         | -    | -     | 30     | 36     |
| «Галатасарай» | Всього  | 144       | 157       | 20    | 17    | 2         | 2         | -    | -     | 166    | 176    |
| «Палермо»     | 1961-62 | 12        | 3         | 0     | 0     | -         | -         | -    | -     | 12     | 3      |
| «Палермо»     | Всього  | 12        | 3         | 0     | 0     | -         | -         | -    | -     | 12     | 3      |
| «Галатасарай» |         |           |           |       |       |           |           |      |       |        |        |
| 1962-63       | 26      | 38        | 7         | 4     | 6     | 5         | -         | -    | 39    | 47     |        |
| 1963-64       | 32      | 18        | 6         | 7     | 5     | 5         | -         | -    | 43    | 30     |        |
| 1964-65       | 22      | 17        | 6         | 3     | 6     | 3         | -         | -    | 34    | 23     |        |
| 1965-66       | 26      | 19        | 5         | 1     | 1     | 0         | -         | -    | 32    | 20     |        |
| 1966-67       | 17      | 10        | 1         | 0     | 0     | 0         | 1         | 0    | 19    | 10     |        |
| 1967-68       | 27      | 18        | 6         | 3     | -     | -         | -         | -    | 33    | 21     |        |
| 1968-69       | 30      | 17        | 7         | 4     | -     | -         | -         | -    | 37    | 21     |        |
| Всього        | 180     | 137       | 38        | 22    | 18    | 13        | 1         | 0    | 237   | 172    |        |
| Загалом       | Загалом | 354       | 314       | 58    | 39    | 20        | 15        | 1    | 0     | 374    | 330    |

### Збірна
| Збірна    | Рік    | Ігор | Голів |
| --------- | ------ | ---- | ----- |
| Туреччина | 1955   | 2    | 2     |
| Туреччина | 1956   | 4    | 2     |
| Туреччина | 1957   | 4    | 0     |
| Туреччина | 1958   | 5    | 3     |
| Туреччина | 1959   | 1    | 0     |
| Туреччина | 1960   | 2    | 2     |
| Туреччина | 1961   | 4    | 3     |
| Туреччина | 1962   | 3    | 3     |
| Туреччина | 1963   | 2    | 0     |
| Туреччина | 1964   | 3    | 3     |
| Туреччина | 1965   | 4    | 1     |
| Туреччина | 1966   | 1    | 0     |
| Туреччина | 1967   | 0    | 0     |
| Туреччина | 1968   | 1    | 0     |
| Туреччина | Всього | 36   | 19    |

### Голи за збірну
| 1.                                                           | 18 грудня 1955    | Стамбул, Туреччина                      | Португалія | 2–1 | 3–1 | Товариський матч                    |
| 2.                                                           | 25 грудня 1955    | Париж, Франція                          | Франція Б  | 1–1 | 1–3 | Середземноморський кубок            |
| 3.                                                           | 19 лютого 1956    | Стамбул, Туреччина                      | Угорщина   | 3–0 | 3–1 | Товариський матч                    |
| 4.                                                           | 16 листопада 1956 | Стамбул, Туреччина                      | Польща     | 1–1 | 1–1 | Товариський матч                    |
| 5.                                                           | 4 травня 1958     | Амстердам, Нідерланди                   | Нідерланди | 1–1 | 1–2 | Товариський матч                    |
| 6.                                                           | 4 травня 1958     | Амстердам, Нідерланди                   | Нідерланди | 1–2 | 1–2 | Товариський матч                    |
| 7.                                                           | 26 жовтня 1958    | Брюссельський столичний регіон, Бельгія | Бельгія    | 1–1 | 1–1 | Товариський матч                    |
| 8.                                                           | 8 червня 1960     | Анкара, Туреччина                       | Шотландія  | 1–0 | 4–2 | Товариський матч                    |
| 9.                                                           | 27 листопада 1960 | Софія, Болгарія                         | Болгарія   | 1–0 | 1–2 | Товариський матч                    |
| 10.                                                          | 1 червня 1961     | Осло, Норвегія                          | Норвегія   | 1–0 | 1–0 | Відбір на чемпіонат світу 1962 року |
| 11.                                                          | 29 жовтня 1961    | Стамбул, Туреччина                      | Норвегія   | 2–1 | 2–1 | Відбір на чемпіонат світу 1962 року |
| 12.                                                          | 12 листопада 1961 | Стамбул, Туреччина                      | СРСР       | 1–2 | 1–2 | Відбір на чемпіонат світу 1962 року |
| 13.                                                          | 10 жовтня 1962    | Анкара, Туреччина                       | Ефіопія    | 3–0 | 1–0 | Товариський матч                    |
| 14.                                                          | 10 жовтня 1962    | Анкара, Туреччина                       | Ефіопія    | 3–0 | 2–0 | Товариський матч                    |
| 15.                                                          | 10 жовтня 1962    | Анкара, Туреччина                       | Ефіопія    | 3–0 | 3–0 | Товариський матч                    |
| 16.                                                          | 27 вересня 1964   | Стамбул, Туреччина                      | Ефіопія    | 3–0 | 3–0 | Товариський матч                    |
| 17.                                                          | 1 листопада 1964  | Анкара, Туреччина                       | Польща     | 2–3 | 2–3 | Товариський матч                    |
| 18.                                                          | 1 листопада 1964  | Анкара, Туреччина                       | Туніс      | 4–1 | 4–2 | Товариський матч                    |
| 19.                                                          | 9 травня 1965     | Софія, Болгарія                         | Болгарія   | 1–2 | 1–4 | Товариський матч                    |
| Згідно з даними офіційного сайту Турецької федерації футболу |                   |                                         |            |     |     |                                     |

## Особисте життя
Метін Октай одружився з Оя Сари в Ізмірі 29 січня 1959 року. У тому ж році він відмовився від пропозиції щодо трансферу від колишньої команди «Ізмірспор» і покинув дружину через те, що залишився у своєму клубі «Галатасарай» у Стамбулі і не захотів повертатись в Ізмір. Натомість Октай уклав другий шлюб із Сервет Кардичали 12 травня 1965 року в Стамбулі. 9 лютого 1966 року у пари народився первісток, дівчинка на ім'я Зейнеп, яка померла через кілька годин після народження. Її тіло було поховано в Едірнекапі після молитви, проведеної в мечеті Шишлі. Пізніше пара усиновила хлопця на ім'я Ріфат Халіл Пала, який подарував їм онука Зейнепа.

## Вшанування пам'яті

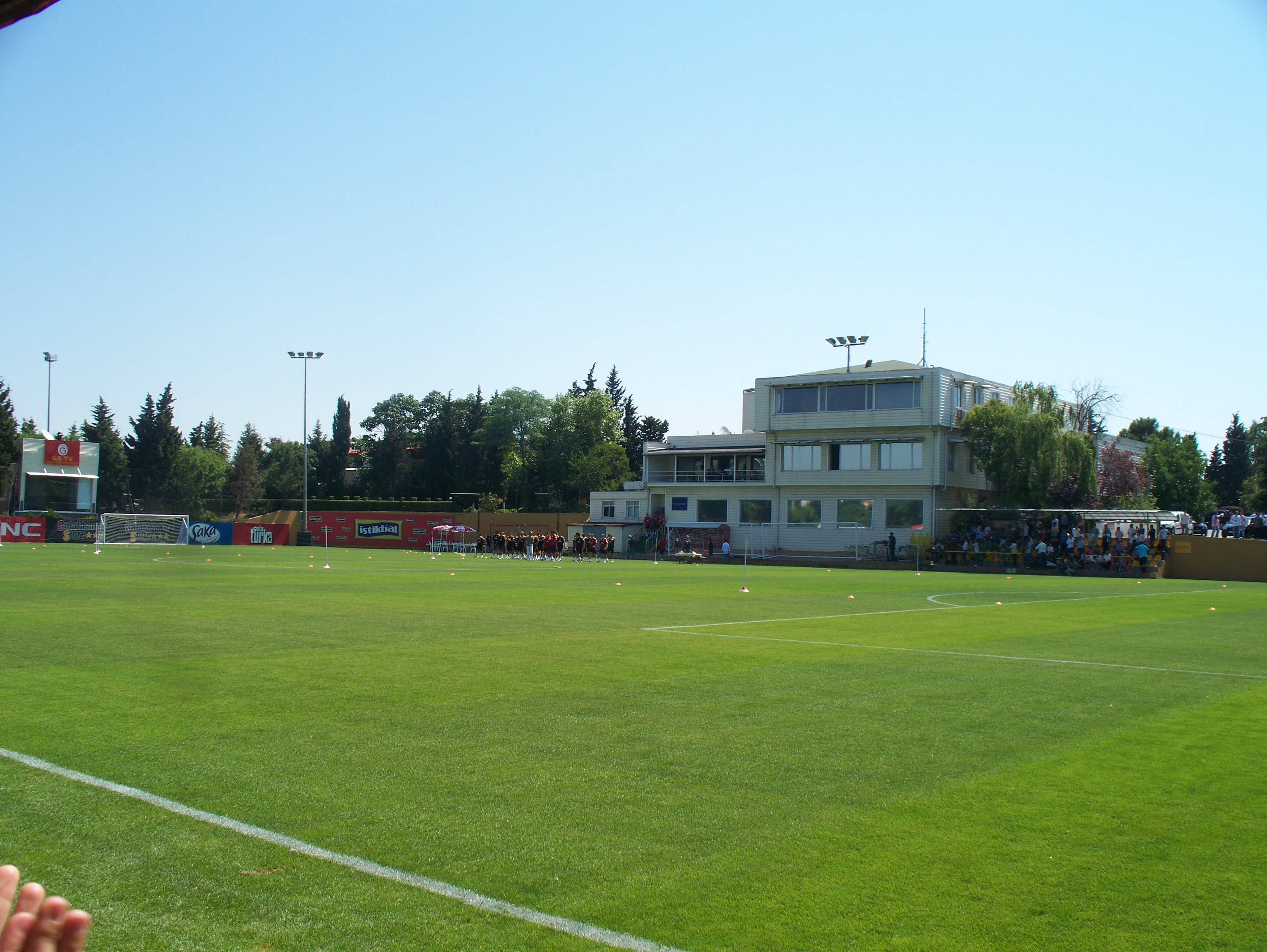
Тренувальна база «Галатасарая» Florya Metin Oktay Tesisleri. 2007 рік.

Октай ще як футболіст брав участь у невеликій ролі у фільмі 1959 року «Якщо Генюл це любить» (тур. Gönül Kimi Severse)), в якому використані кадри матчу «Галатасарай» — «Фенербахче» у фіналі сезону Національної ліги 1959 року. А у 1965 році вийшов фільм «Некоронований король» (тур. Taçsız Kral), сценарій якого був заснований на футбольній біографії Октая, де сам Метін і зіграв головну роль.
Через кілька місяців після смерті ім'я Метіна Октая було присвоєно тренувальній базі «Галатасарая» та спортивному комплексу. Також ім'я видатного футболіста отримав стамбульський стадіон невеличкого аматорського клубу «Кючюкчекмеджеспор».
У першу річницю смерті Октая голова району Кадикей у Стамбулі Ченгіз Езялчин, який у 1958—1961 роках грав з Метіном у «Галатасараї», відкрив статую Октая у парку Каламиш.
У результаті ініціатив фанатської групи «Галатасарая» ultrAslan, початкова школа в місті Анкара, яка була відкрита в 2002—2003 роках, отримала назву початкової школи Метіна Октая. Крім того в районі Карабаглар в Ізмірі і в районі Чанкая в Анкарі є мікрорайон, названий на честь Метіна Октая. Також у музеї «Галатасарая» виставлена воскова статуя Октая.
До ювілею 1969 року була підготовлена книга про життя Октая під назвою «Метін» (тур. Metin). У вересні 2011 року, до 20 річниці загибелі футболіста, була опублікована книга під назвою «Коронований король: Метін Октай» (тур. Taçlı Kral: Metin Oktay), написана Ахметом Чакиром, в якій описується життя гравця.
Метіна Октая вшановують щороку на могилі з церемонією, на якій присутні представники клубу «Галатасарай». Існують також різні товари, такі як футболки, трикотажні вироби та шарфи з тематикою Метіна Октая, які виготовляються клубом та пропонуються до продажу в магазині «Галатасарая».

## Титули і досягнення

### Командні

#### Національні
- Чемпіон Туреччини (2):

«Галатасарай»: 1962–63, 1968–69
- Володар Кубка Туреччини (4):

«Галатасарай»: 1962–63, 1963–64, 1964–65, 1965–66
- Володар Суперкубка Туреччини (2):

«Галатасарай»: 1966, 1969

#### Регіональні
- Переможець Ізмірської футбольної ліги[en] (1):

«Ізмірспор»: 1954-55
- Переможець Стамбульської футбольної ліги (2):

«Галатасарай»: 1955-56, 1957-58

### Особисті
- Найкращий бомбардир чемпіонату Ізмірської футбольної ліги: 1954-55 (17 голів)
- Найкращий бомбардир Стамбульської футбольної ліги (4): 1955-56 (19 голів), 1956-57 (17 голів), 1957-58 (19 голів), 1958-59 (22 голи)
- Найкращий бомбардир чемпіонату Туреччини (6): 1959 (11 голів), 1959–60 (33 голи), 1960–61 (36 голів), 1962–63 (38 голів), 1964–65 (17 голів), 1968–69 (17 голів)[84]
- Найкращий бомбардир в історії «Галатасарая»: 357 голів